# Голямото приключение на Пий-Уий
„Голямото приключение на Пий-Уий“ (на английски: Pee-wee's Big Adventure) е американска комедия от 1985 г. Това е първият пълнометражен филм на режисьора Тим Бъртън.

## В ролите
- Пол Рубенс – Пий-Уий Хърман
- Елизабет Дейли – Доти
- Марк Холтън – Френсис Бакстън
- Даян Селинджър – Симона
- Джъд Омен – Мики
- Дерил Роуч – Чак
- Касандра Петерсън